# Només els àngels tenen ales
Només els àngels tenen ales (títol original en anglès Only Angels Have Wings) és una pel·lícula nord-americana de l'any 1939 dirigida per Howard Hawks i interpretada per Cary Grant, Jean Arthur i Rita Hayworth. Va ser nominada a dos Oscars per la fotografia i els efectes especials.
És una pel·lícula il·lustrativa dels temes favorits del director, inclosos el recurrent en el seu cinema de la camaraderia. A més, una de les seves aficions, que compartia amb William Faulkner, era l'amor al món de l'aviació, pel qual es va sentir en el rodatge com a peix a l'aigua. Alhora, es tracta d'una de les millors mostres de la capacitat de Hawks per combinar aventures, romanticisme i comèdia. La història per si mateixa és força senzilla. Jules Furthman va escriure el guió basat en les moltes anècdotes que li va proporcionar Hawks, de les que assegura, totes tenien base real. I funcionaren molt bé les referències a un fet vergonyós en el personatge de Richard Barthelmess.
Ha estat doblada al català.

## Argument
Geoff Carter (Cary Grant) és un pilot i el gerent d'una petita companyia aèria a penes rendible, propietat de l'"Holandès" Van Reiter (Sig Ruman), el principal negoci del qual és el transport aeri de correu des de la portuària ciutat de Barranca a la vora del Pacífic cap als Andes sud-americans. Bonnie Lee (Jean Arthur), una corista que està fent escala en Barranca de camí cap al seu nou lloc de treball, s'enamora de Carter, decidint quedar-se en Barranca a pesar que Carter es nega a demanar a cap dona que se sacrifiqui quedant-se amb ell i sofrint per l'arriscat del seu treball.
La situació es complica per l'aparició de Bat Kilgallen (Richard Barthelmess) i la seva esposa Judy (Rita Hayworth). Kilgallen és un pilot estigmatitzat per altres pilots, ja que una vegada va saltar d'un avió, deixant al seu mecànic —el germà de 'Kid' Dabb (Thomas Mitchell) i al seu torn el millor amic de Carter— que morís en l'accident. Carter necessita desesperadament pilots, així que decideix donar-li una oportunitat realitzant els vols més perillosos, per no haver de preocupar-se de perdre amics, sinó "només de l'aparell".
L'"Holandès" es troba en situació de poder assegurar un lucratiu contracte per al transport de correu per al govern si pot proporcionar un servei eficient durant un període de proves. En l'últim dia del període de proves, el mal temps tanca un pas de muntanya. Kid, que acaba de ser retirat de volar per deficiències en la vista, s'obstina a intentar volar sobre les muntanyes en un nou Ford Trimotor al costat de Carter. Bonnie, volent cridar l'atenció de Carter perquè no surti en aquesta missió tan perillosa, li dispara accidentalment i Kid ha de sortir amb Bat Kilgallen. No obstant això, no són capaços de guanyar suficient altura. En el camí de retorn, un esbart d'ocells xoca contra l'avió, ferint de gravetat Kid. Kilgallen es nega a abandonar-lo i saltar en paracaigudes, aconseguint aterrar l'avió en flames. Una vegada en terra, Kid mor després de donar compte que Kilgallen no el va deixar sol.
Bonnie, que està avergonyida d'haver disparat a Carter, intenta acomiadar-se d'ell quan està tot sol, plorant, amb les pertinences de Kid. Això sorprèn gratament la dona, que sempre li ha vist com un home dur i de pocs sentiments, i li pregunta per última vegada si desitja que es quedi amb ell. Carter és anomenat per intentar fer el vol que els altres no van aconseguir finalitzar, ja que el temps ha millorat considerablement, i encara que té un braç en cabestrell pel tret, decideix anar amb molta energia, cosa que enfureix a Bonnie i dona un ultimàtum a Carter perquè li demani que es quedi. Ell agafa una moneda i li diu que si surt cara, es queda i si surt creu, es va. Surt cara, besa a Bonnie i li diu alegrement que la veurà després. Ella, irada, està a punt d'anar-se'n quan s'adona que la moneda que ha utilitzat és la trucada de Kid, amb dues cares i cap creu.
Personatges perfectament definits, enginyosos diàlegs, un dur i joveníssim Cary Grant i el debut de Rita Hayworth.

## Repartiment[3]
- Cary Grant: Geoff Carter
- Jean Arthur: Bonnie Lee
- Richard Barthelmess: Bat MacPherson
- Rita Hayworth: Judy MacPherson
- Thomas Mitchell: "Kid" Dabb
- Allyn Joslyn: Les Peters
- Sig Ruman: John "Dutchy" Van Ruyter
- Victor Kilian: "Sparks" Reynolds
- John Carroll: "Gent" Shelton
- Don Barry: "Tex" Gordon
- Noah Beery, Jr.: Joe Souther
- Pat Flaherty: Mike
- Pedro Regas: Pancho

## Història
El director Howard Hawks, ell mateix un ex-pilot, va perdre el seu germà Kenneth, aleshores marit de Mary Astor, en un accident d'avió l'any 1930. Hawks va "ajuntar" aquest esdeveniment i unes quantes altres històries d'aviació en una història breu l'any 1938 sota el títol  Plane Four from Barranca, que més tard es va convertir en la base del guió de  Només els àngels tenen ales. Més tard va recordar: "Vaig reunir aquestes històries, però tot es basava en incidents reals." John Kobal: "Rita Hayworth: The Time, The Place and the Woman". W.W. Norton, Nova York 1977, pàgina 74.Hawks va ser capaç d'orientar-se en les seves pròpies experiències:a Només els àngels tenen ales coneixia cadascun dels personatges per la meva pròpia experiència. Sabia exactament com parlen. "
Hawks, que havia fet pel·lícules sobre pilots en el passat amb  Start into Twilight  (1930) i Today We Live (1933), va tornar amb  Només els angels tenen ales a aquest complex de temes sobre una societat tancada d'homes que viuen segons normes estrictes i només accepten nouvinguts si reconeixen les directrius i rituals existents.

## Producció

### Preproducció i càsting
El guió original de la pel·lícula va ser escrit per Anne Wigton; el títol inicial era Plane No. 4. Howard Hawks va reescriure ell mateix l'escenari de la pel·lícula, basant-se en una història que va escriure el 1938 titulada Plane from Barranca. Mentre explorava llocs uns quants anys abans, per al rodatge de Viva Villa!, Hawks s'havia inspirat especialment pel personal d'aviació estoic que havia conegut a Mèxic. El guió final de la pel·lícula va ser escrit i reescrit al llarg de la producció de la pel·lícula, principalment per Hawks i Jules Furthman, però també amb contribucions d'Eleanore Griffin i William Rankin.
Hawks havia treballat anteriorment amb Cary Grant l'any anterior a Bringing up Baby i aquesta va ser la segona de cinc col·laboracions entre el director i l'estrella.
Va triar Jean Arthur en el paper principal de Bonnie Lee després d'avaluar la seva actuació en diverses pel·lícules realitzades per Frank Capra.
Hawks va contractar llavors l'estrella del cinema mut Richard Barthelmess per al paper de Bat MacPherson. La carrera de Barthelmess havia anat disminuint gradualment des que les pel·lícules sonores es van fer populars a finals de la dècada de 1920, i va ser una opció controvertida, principalment perquè recentment s'havia fet una operació de cirurgia plàstica fallida a la pell sota els ulls que va donar lloc a una X permanent en forma de X. cicatrius sota els dos ulls. Barthelmess normalment portava un maquillatge gruixut per amagar les cicatrius, però Hawks volia utilitzar les cicatrius per al personatge.
Hawks havia llançat originalment Dorothy Comingore en el paper de Judy MacPherson, però el cap de l'estudi Harry Cohn havia estat preparant una jove estrella que seria avançada per al paper. Amb el suport de Cohn, el seu agent va insistir que Hawks li fes una prova de pantalla a Rita Hayworth, que finalment va donar lloc a què Hayworth fos elegida per al paper.

### Filmació
El rodatge de Only Angels Have Wings va començar el 19 de desembre de 1938 al Columbia Studio Ranch i Hawks va rodar la pel·lícula en seqüència cronològica sempre que va poder. Hawks i Arthur inicialment van trobar difícil treballar junts i Arthur sovint discutia amb Hawks al plató. Hawks intentava entrenar a Arthur per interpretar una variació del clàssic "Hawksià Arquetip de dona", però l'Arthur sovint se sentia incòmode amb la seva direcció. Finalment, ella va acceptar infeliçment interpretar el paper tal com ell la dirigia. Anys més tard, després de veure l'actuació de Lauren Bacall a To Have and Have Not, Arthur es va disculpar amb Hawks i li va dir que finalment va entendre què era el que havia volgut d'ella (epítomitzada en la repetició de Bacall i l'èmfasi en la línia paradoxal "Sóc difícil d'aconseguir... tot el que has de fer és preguntar-m'ho"). Hawks va dir més tard que considerava que Arthur havia estat bona en la pel·lícula.
El rodatge inicial es va completar el 24 de març de 1939, 31 dies més que del programa previst. Això va ser seguit de diverses setmanes de rodatge de la segona unitat d'aeronaus, que volien fer-ho a diversos llocs de l'oest dels Estats Units. A l'abril es van rodar unes quantes preses amb Cary Grant i Victor Kilian. També es van rodar dos dies de amb Rita Hayworth, però els va dirigir Charles Vidor.
En una entrevista de 1972, Arthur va revelar: "M'encantava enfonsar el cap en el pit de Cary Grant". El Pilgrim es va utilitzar en l'emocionant escena de vol de rescat de mines, mentre que el Ford Trimotor va aparèixer en un altre aterratge espectacular que acaba en un xoc de foc. A mig camí de la pel·lícula, Paul Mantz va fer volar un Boeing Model 100 biplà en una animada actuació acrobàtica, repetint la seva escena anterior a Flight from Glory. Només els àngels tenen ales s'ha tornat molt popular entre els entusiastes dels avions de l'edat daurada de l'aviació.

### Efectes especials
Per simular l'experiència de travessar els viatges a través dels Andes i les escenes principals, per on l'avió vola, Hawks i el seu equip van combinar l'acció en directe amb miniatures.

## Alliberament i recepció
Dotze dies després d'haver completat el rodatge final de la pel·lícula, Only Angels Have Wings es va estrenar a Los Angeles al Pantages Theatre el 10 de maig de 1939. La seva estrena mundial oficial va tenir lloc l'endemà al Radio City Music Hall. Va ser molt promocionat per Columbia Studios i va acabar guanyant 143.000 dòlars en les seves dues setmanes inicials a la ràdio City Music Hall, i va guanyar més d'un milió de dòlars en total. Va ser la tercera pel·lícula més taquillera de 1939. En la pel·lícula també va destacar el paper de Rita Hayworth i va ajudar a convertir-la en una estrella important de Hollywood, amb Hayworth que va aparèixer a la portada de la revista Look) després de l'èxit de la pel·lícula.
Only Angels Have Wings va rebre bones crítiques en el seu llançament, amb Abel Green de Variety comparant-lo favorablement amb Flight From Glory i elogiat. Actuació de Barthelmess. Frank S. Nugent a la seva ressenya per a The New York Times es va centrar en l'emoció que es troba a les escenes aèries, reconeixent també el talent del repartiment ple d'estrelles, "El senyor Hawks ha posat en escena les seves seqüències de vol de manera brillant... Ha fet un ús adequat dels amables talents interpretatius del senyor Grant, la senyora Arthur, Thomas Mitchell, Mr. Barthelmess, Sig Rumann i la resta."
Only Angels have Wings va ser seleccionada més tard com una de les 12 pel·lícules que representaven els Estats Units al primer Festival de Cinema de Cannes. Tanmateix, el festival es va cancel·lar a causa dels esdeveniments que van portar a la Segona Guerra Mundial.
A Metacritic, la pel·lícula té una puntuació de 86 sobre 100, basada en 10 crítics, la qual cosa indica "aclamació universal".

### Adaptacions de ràdio
Dues setmanes després de l'estrena de la pel·lícula, Only Angels Have Wings es va adaptar com a obra de ràdio d'una hora per a l'emissió del 29 de maig de 1939 del Lux Radio Theatre. Els actors principals de la pel·lícula, Cary Grant, Jean Arthur, Rita Hayworth, Richard Barthlemess i Thomas Mitchell van repetir els seus papers. Orson Welles va encapçalar una adaptació radiofònica a The Campbell Playhouse el 25 de febrer de 1940, protagonitzada per Welles i Joan Blondell.

## Premis i honors
Roy Davidson i Edwin C. Hahn van ser nominats per primera vegada al Millors efectes especials.

## Llegat
Only Angels Have Wings s'ha considerat com una de les millors pel·lícules de Hawks, i Dave Kehr l'anomena el "punt d'equilibri" de la carrera de Hawks, unint els temes desenvolupats en els seus primers films dels anys trenta amb alguns dels més foscos de la dècada de les dècades de 1940 i 1950. Els crítics de cinema dels Cahiers du Cinema també van elogiar la pel·lícula als anys 50 com un suport per excel·lència de la teoria de l'autor.